# Kim Dae-jung
Kim Dae-jung, w Polsce znany jako Kim De Dzung, (kor. 김대중, ur. 6 stycznia 1925 we wsi Hugwang na wyspie Haui na południowym wybrzeżu Republiki Korei w prowincji Jeolla Południowa, zm. 18 sierpnia 2009 w Seulu) – południowokoreański polityk, laureat pokojowej Nagrody Nobla i prezydent Korei Południowej.

## Życiorys
Kim Dae-jung studiował na uniwersytetach Konguk, Korea i Gyeongju. Był dziennikarzem, kiedy w 1961 wybrano go do Zgromadzenia Narodowego z ramienia opozycyjnej Partii Demokratycznej, której rzecznikiem został w 1963. Kiedy przekształciła się ona w Nową Partię Demokratyczną (1967), wszedł w skład jej kierownictwa, niewielką różnicą głosów przegrywając wybory prezydenckie w 1971. Po dłuższym pobycie w Stanach Zjednoczonych i Japonii został w sierpniu 1973 uprowadzony przez koreańskie służby specjalne z hotelu w Tokio i przewieziony do Korei Południowej.
Wieloletni działacz opozycji demokratycznej, w 1971 po raz pierwszy z ramienia Nowej Partii Demokratycznej kandydował na urząd prezydenta. Polityczny przeciwnik prezydenta Park Chung-hee, wielokrotnie więziony. W 1981 roku został skazany na karę śmierci przez powieszenie (zamienioną później na więzienie pod wpływem krytyki międzynarodowej). Po zwolnieniu w 1982 wyjechał do Stanów Zjednoczonych.
Pomimo ostrzeżeń powrócił do Korei Południowej w lutym 1985 i nawiązał współpracę z Kim Young-samem na rzecz demokratyzacji państwa. W latach 1991–1992 stał na czele Partii Demokratycznej; 1992 po raz kolejny rywalizując w wyborach prezydenckich, przegrał z Kim Young-samem. Został wybrany na prezydenta w grudniu 1997, zaprzysiężony w lutym 1998.
Jego prezydentura upłynęła pod znakiem działania na rzecz pokoju i pojednania z Koreą Północną; spotkał się m.in. z Kim Dzong Ilem (w Pjongjangu w czerwcu 2000 roku), doszło także do spotkania rodzin rozdzielonych granicą międzykoreańską. Te właśnie działania, nazywane słoneczną polityką, a także całokształt aktywności na rzecz praw człowieka, prowadzonej jeszcze w czasach opozycji, przyniosły mu Pokojową Nagrodę Nobla w 2000.
Zakończył kadencję prezydencką 25 lutego 2003. Za jego prezydentury Korea była współgospodarzem piłkarskich mistrzostw świata (2002).
Zmarł 18 sierpnia 2009 na zapalenie płuc.